# Avon Lake
Avon Lake – miasto w Stanach Zjednoczonych, w hrabstwie Lorain, w stanie Ohio, leżące nad jeziorem Erie.
Liczba mieszkańców w 2000 roku wynosiła 18 145 osób.

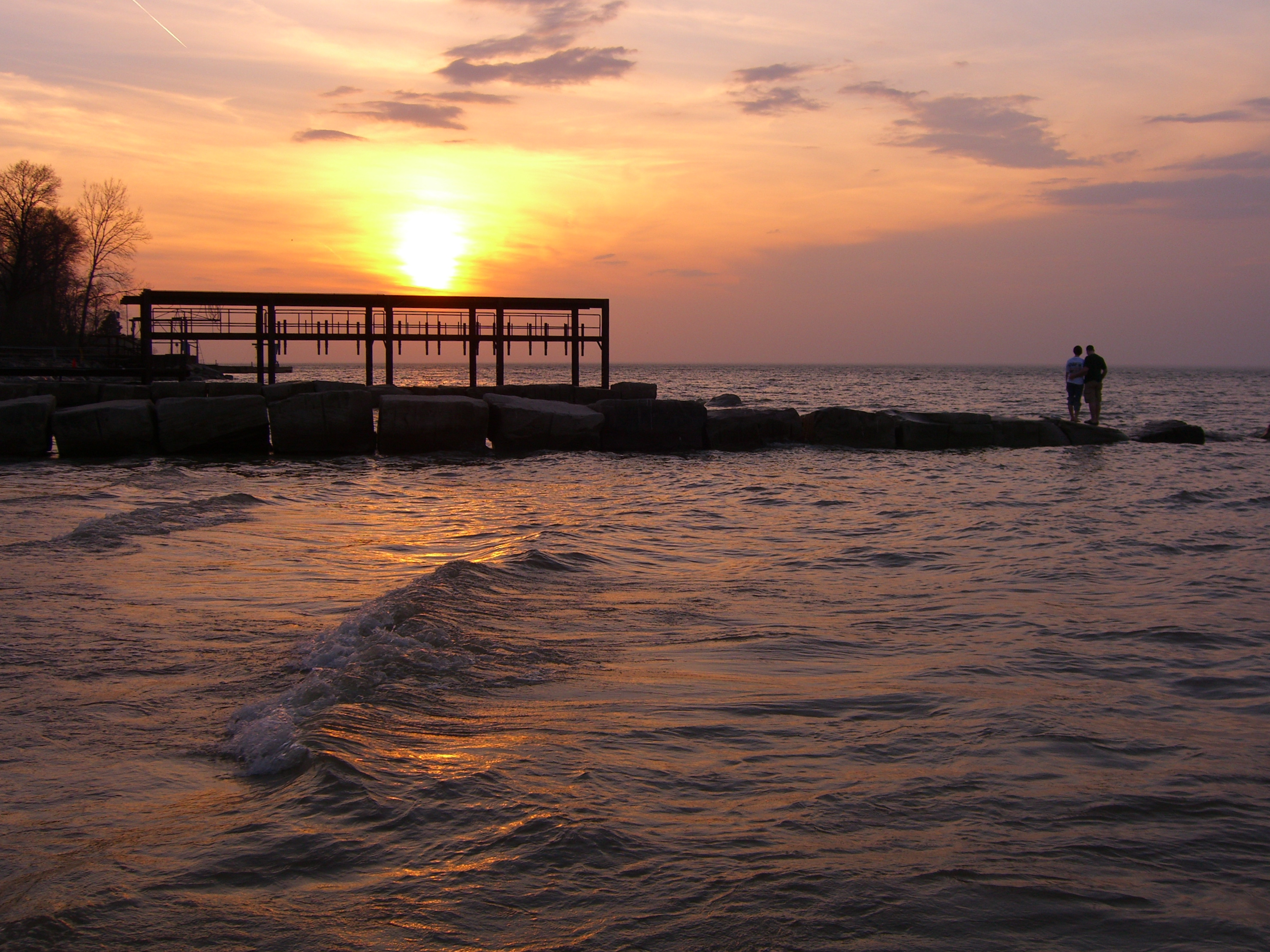
Zachód słońca w parku Veterans Memorial